# IC 1833
IC 1833 ist eine linsenförmige Galaxie mit ausgedehnten Sternentstehungsgebieten vom Hubble-Typ S0 im Sternbild Fornax am Südsternhimmel. Sie ist schätzungsweise 218 Millionen Lichtjahre von der Milchstraße entfernt.
Das Objekt wurde am 22. Dezember 1897 von Lewis Swift entdeckt.